# Tockholes
Tockholes är en civil parish i Storbritannien.   Den ligger i kommunen Blackburn with Darwen och riksdelen England, i den centrala delen av landet, 290 km nordväst om huvudstaden London.